# Герхард I фон Олденбург-Вилдесхаузен
Герхард I фон Олденбург-Вилдесхаузен също Герхард I фон Хамбург-Бремен (на немски: Gerhard I von Hamburg-Bremen, Gerhard I von Oldenburg-Wildeshausen; † 13 август 1219, Франкфурт на Майн) от фамилията на графовете на Олденбург-Вилдесхаузен, е епископ на Оснабрюк (1190 – 1216) и архиепископ на Хамбург-Бремен (1210 – 1219). Той е последният, който до смъртта си има титлата архиепископ на Хамбург.

## Биография
Той е вторият син на граф Хайнрих I фон Олденбург († 1167) и съпругата му Салома фон Гелдерн († сл. 1167), дъщеря на граф Герхард II фон Гелдерн и Ермгард фон Цутфен. Брат е на граф Хайнрих II фон Олденбург-Вилдесхаузен († 1199) и на Ото I фон Олденбург († 1217), епископ на Мюнстер. Чичо е на Вилбранд († 1233), епископ на Падерборн (1211 – 1233) и Утрехт (1227 – 1233).
След смъртта на епископ Арнолд фон Берг-Алтена († 15 декември 1190, Акра) Герхард е избран от домкапитела на Оснабрюк за епископ. Той поддържа Хоенщауфените и това води до конфликти с крал Филип Швабски и император Ото IV. На 30 октомври 1210 г. Герхард е избран от домкапитела на Бремен за архиепископ. Едва през 1216/1217 г. той може наистина да поеме тази служба и остава епископ на Оснабрюк.
През 1215 г. при коронизацията на Фридрих II той асистира като епископ на Оснабрюк, след това обаче се нарича архиепископ. След него архиепископ на Бремен и Хамбург става Герхард II фон Липе, епископ на Оснабрюк става Адолф фон Текленбург.